# Pinwheel
Pinwheels (deutsch Windrädchen) sind eine Struktur in der funktionalen Architektur des primären visuellen Cortex (Sehrinde) der Säugetiere.
Viele Nervenzellen im visuellen Cortex weisen eine bevorzugte Reizorientierung auf, so dass sie am stärksten durch visuelle Konturen einer bestimmten Orientierung relativ zur horizontalen Achse des Gesichtsfeldes aktiviert werden. Im visuellen Cortex finden sich Neuronen für alle möglichen Reizorientierungen. In der Umgebung der sogenannten Pinwheels sind Neuronen für jede Reizorientierung wie die Speichen eines Rades um ein gemeinsames Zentrum, das Pinwheelzentrum angeordnet.
Das Auftreten von Pinwheels wurde 1982 durch Nicholas Swindale, einem Neurowissenschaftler der University of British Columbia, aus mathematischen Modellen für das Sehen-Lernen vorausgesagt und 1987 in aufwändigen Ableitungen elektrischer Signale im Sehsystem experimentell nachgewiesen.
Im Jahre 1991 gelang es Tobias Bonhoeffer und Amiram Grinvald an der Rockefeller University in New York erstmals, diese Struktur mit hochauflösenden optischen Methoden direkt sichtbar zu machen.